# Natale a Miami
Pour plus de détails, voir Fiche technique et Distribution.
Natale a Miami, est un film italien réalisé par Neri Parenti et sorti en 2005.

## Fiche technique
- Titre : Natale a Miami
- Réalisateur : Neri Parenti
- Scénario : Neri Parenti, Fausto Brizzi, Marco Martani
- Producteur : Aurelio De Laurentiis
- Producteur exécutif : Maurizio Amati (it)
- Photographie : Tani Canevari
- Scénographie :
- Effets spéciaux :
- Montage : Luca Montanari (it)
- Musique : Bruno Zambrini
- Costumes :
- Pays d'origine :  Italie
- Genre : Comédie
- Durée : 96 minutes (1 h 36)
- Dates de sortie :
  - Italie : 16 décembre 2005

## Distribution
- Massimo Boldi : Ranuccio Ghisa
- Christian De Sica: Giorgio Bassi
- Massimo Ghini : Mario
- Francesco Mandelli (it) : Paolo Ghisa
- Paolo Ruffini (it) : Diego
- Giuseppe Sanfelice : Lorenzo
- Vanessa Hessler : Stella
- Raffaella Bergé (it) : Daniela
- Natalie Miller : Kelly
- Caterina Vertova (it) : Tiziana
- Valerie Zach : Donatella
- Danielle Hollenshade : Fiona
- Kishi : se stesso
- Michael Vadnal : Serial killer
- Gianna Paola Scaffidi : Justine
- Ethan S. Smith (it) : Poliziotto #2
- Massimiliano Mursia : Giulio, le jardinier
- Brooke Newton (it) : Jane
- Angelica Ross : Sharon
- AnnaLynne McCord : Susy

## Source de la traduction
- (it) Cet article est partiellement ou en totalité issu de l’article de Wikipédia en italien intitulé « Natale a Miami » (voir la liste des auteurs).